# Albrecht Giese
Albrecht Giese (IV.) (* 10. Februar 1524 in Danzig; † 1. August 1580 ebenda) war ein Danziger Ratsherr und Diplomat und stammte aus der berühmten Danziger Patrizier-Familie Giese. Einer seiner Verwandten war der Hanse-Kaufmann Georg Giese, ein anderer der Bischof Tiedemann Giese, der persönliche Freund des Nikolaus Kopernikus, welcher im nahe gelegenen Frauenburg arbeitete. Die Kaufmannsfamilie Giese hielt öffentliche Ämter im Danziger Stadtrat.

## Leben
Albrecht Giese studierte an den Universitäten Greifswald, Wittenberg und Heidelberg. Wie es seinerzeit in den Hansestädten üblich war, reiste er mehrere Jahre durch verschiedene Länder, um Sprachen und Handelsgeschäft zu erlernen. 1564 kehrte er nach Danzig zurück und wurde dort Ratsherr. Die nächsten sechs Jahre vertrat er seine Heimatstadt als Delegierter auf den Hansetagen in Lübeck. Seine schwierigste Rolle übernahm er, als er den Danziger Bürgermeister Johann Brandes bei dessen Verhandlungen mit dem polnischen König, die in Petrikau stattfanden, begleitete. Als eigenständige Stadt in Vertrag mit dem polnischen König weigerte sich Danzig, die mit der nicht anerkannten Lubliner Union vorgelegten Änderungen ihrer Rechte zu übernehmen und beharrte auf ihre autonomen Rechte aus den früher mit der polnischen Krone geschlossenen Verträgen.
Nach 1560 versuchte Sigismund II. August von Polen, in Danzig eine polnische Kriegsflotte aufzubauen. Danzigs Regierung betrachtete dies als einen Verstoß gegen die Unabhängigkeit der Stadt, was zu einer Krise führte. Die Danziger Delegation blieb der polnischen Delegation gegenüber standhaft und unterschrieb kein Dokument, welches eine Minderung Danziger Rechte festschrieb. Die Krone Polens setzte die Delegation unter Druck. Die Danziger Delegation wurde mehrere Wochen eingesperrt und mit Redeverbot belegt. 1569 wurden sie nach Krakau verschleppt und ein weiteres Jahr eingesperrt. Ratsherr Giese, Bürgermeister Georg Kleefeld und der andere Bürgermeister und Ratsherr wurden an unterschiedlichen Orten gefangengehalten. Der Danziger Stadtrat ließ sich nicht erpressen und nach weiteren Verhandlungen wurden die Bürgermeister wieder in ihre Ämter gelassen, nachdem für ihre Freilassung 100.000 Gulden gezahlt wurden.
Danach versuchte Stephan Báthory die Stadt Danzig einzunehmen, aber Danzig erkannte ihn nicht an. Danzig wurde 1577 unter militärische Besatzung gestellt, doch die Stadt hielt aus, musste aber weitere 200.000 Gulden zahlen. Danzig hatte sich erfolgreich seinen evangelischen Glauben und seine Autonomie erhalten. Johann Hasentöter schrieb seinerzeit das Lied O, Danzig, halt dich feste. 
Albrecht Giese wurde 1579 vom polnischen König zum königlichen Burggrafen von Danzig bestimmt. Als solcher beaufsichtigte er das Rechtswesen der Freien Stadt Danzig. Wegen der vermuteten Nähe zum Königshaus geriet er in die Kritik.